# Пирятинский кирпичный завод
Пирятинский кирпичный завод — предприятие в городе Пирятин Пирятинского района Полтавской области Украины, прекратившее своё существование.

## История
В ходе развития капиталистических отношений во второй половине XIX века в городе Пирятин Пирятинского уезда Полтавской губернии Российской империи активизировалось развитие промышленности и строительства. Из добываемой в окрестностях города глины началось изготовление кирпичей. В 1894 году через Пирятин была проложена линия Бахмач — Гребёнка Киево-Воронежской железной дороги, здесь открылась железнодорожная станция и экономическое развитие города ускорилось.
В 1898 году в Пирятине уже действовали три паровые мельницы и 16 фабрик и заводов (в том числе, четыре мелких ремесленных предприятия по производству кирпичей). После начала первой мировой войны в 1914 году часть работников была мобилизована в действующую армию, а объемы строительства в уезде и губернии начали сокращаться.
В январе 1918 г. в Пирятине была установлена Советская власть, был национализирован кирпичный завод Волконского, однако уже в марте 1918 года город оккупировали австро-немецкие войска (которые оставались здесь до ноября 1918 года). В дальнейшем, до декабря 1919 года город оставался в зоне боевых действий гражданской войны.
В начале 1920 года началось восстановление городского хозяйства, на базе уцелевшего оборудования разграбленных и частично разрушенных кирпичных заводов был создан Пирятинский кирпичный завод, возобновивший выпуск кирпичей. В ходе индустриализации 1930-х годов завод был оснащен новым оборудованием.
В ходе боевых действий Великой Отечественной войны (в боях за Пирятин на территории кирпичного завода находился штаб 117-й стрелковой дивизии РККА, части которой оборонялись на участке от кирпичного завода до железнодорожной станции Пирятин) и немецкой оккупации города (18 сентября 1941 - 18 сентября 1943) предприятие пострадало, но в дальнейшем было восстановлено и уже спустя полгода начало выполнение государственных заказов.
В годы семилетки (1959 - 1965 гг.) в Пирятине была построена электростанция, что обеспечило возможность расширения промышленных предприятий города. В результате, мощности кирпичного завода были увеличены в 3,5 раза.
В соответствии с девятым пятилетним планом развития народного хозяйства СССР в 1972 году завод был реконструирован и переведён на природный газ.
По состоянию на начало 1988 года завод находился в ведении Полтавского производственного объединения строительных материалов, его производственная мощность составляла 14 млн. шт. кирпичей и черепицы в год.
В целом, в советское время кирпичный завод входил в число ведущих предприятий города.
После провозглашения независимости Украины в условиях разрыва хозяйственных связей, экономического кризиса 1990-х годов и сокращения объемов строительства в стране завод прекратил своё существование.